# Braziliaanse beker (vrouwenvolleybal)
De Braziliaanse beker (in het Portugees volledig: Copa Brasil de Voleibol Feminino) is het bekertoernooi voor vrouwenvolleybalteams in Brazilië. Het toernooi wordt georganiseerd door de nationale bond. In 2007 en 2008 werden de eerste twee edities gehouden als vriendschappelijk toernooi met elk vier teams. In 2014 keerde de competitie in veranderde vorm terug, waarbij de acht beste teams uit de Superliga via een knockoutsysteem om de beker spelen. Het aantal deelnemende ploegen varieerde over de jaren tussen de zeven tot tien. Regerend kampioen is Minas Tênis Clube uit de deelstaat Minas Gerais en Rio de Janeiro Vôlei Clube uit Rio de Janeiro heeft met vier titels de meeste overwinningen behaald.

## Resultaten

### Winnaars
| Copa Brasi de Voleibol | Copa Brasi de Voleibol | Copa Brasi de Voleibol | Copa Brasi de Voleibol | Copa Brasi de Voleibol |
| Jaar                   | Plaats                 | Kampioen               | Vice-kampioen          | Derde plaats           |
| ---------------------- | ---------------------- | ---------------------- | ---------------------- | ---------------------- |
| 2007                   | Brusque                | Rio de Janeiro VC      | ADCF Osasco            | Minas TC               |
| 2008                   | Curitiba               | ADCF Osasco            | São Caetano Voleibol   | Rio de Janeiro VC      |
| 2014                   | Maringá                | Osasco VC              | SESI-SP                | Rio de Janeiro VC      |
| 2015                   | Cuiabá                 | EC Pinheiros           | SESI-SP                | Rio de Janeiro VC      |
| 2016                   | Campinas               | Rio de Janeiro VC      | Praia Clube            | Osasco VC              |
| 2017                   | Campinas               | Rio de Janeiro VC      | Minas TC               | Praia Clube            |
| 2018                   | Lages                  | Osasco VC              | Praia Clube            | Minas TC               |
| 2019                   | Gramado                | Minas TC               | Praia Clube            | Osasco VC              |
| 2020                   | Jaraguá do Sul         | Rio de Janeiro VC      | Praia Clube            | Minas TC               |
| 2021                   | Saquarema              | Minas TC               | Praia Clube            | Osasco VC              |

### Titels per club
| Club                 | Goud | Zilver | Brons |
| -------------------- | ---- | ------ | ----- |
| Rio de Janeiro VC    | 4    | 0      | 3     |
| Osasco VC            | 3    | 1      | 3     |
| Minas TC             | 2    | 1      | 3     |
| EC Pinheiros         | 1    | 0      | 0     |
| Praia Clube          | 0    | 5      | 1     |
| SESI-SP              | 0    | 2      | 0     |
| São Caetano Voleibol | 0    | 1      | 0     |

### Titels per staat
| Staat          | Goud | Zilver | Brons |
| -------------- | ---- | ------ | ----- |
| São Paulo      | 4    | 4      | 3     |
| Rio de Janeiro | 4    | 0      | 3     |
| Minas Gerais   | 2    | 6      | 4     |